# Jekatierina Riabowa
Jekatierina Dmitrijewna Riabowa (ros. Екатерина Дмитриевна Рябова, ur. 4 sierpnia 1997 w Szczołkowie) – rosyjska piosenkarka.
Dwukrotna reprezentantka Rosji w Konkursie Piosenki Eurowizji dla Dzieci (2009 i 2011).

## Życiorys
Urodziła się 4 sierpnia 1997 w Szczołkowie, skąd później razem z rodziną przeprowadziła się do Jubilejnego w obwodzie moskiewskim.
Śpiewa w dziecięcym teatrze „SwietAfor” i występuje w studiu baletu klasycznego „Skazka”. Od czwartego roku życia gra na fortepianie. Otrzymała stypendium gubernatora Moskwy, przyznawane dzieciom i młodzieży uzdolnionej w dziedzinie nauki, sztuki lub sportu i dyplom igrzysk delfickich. Zwyciężyła na festiwalu Róża Wiatrów 2007.
Dwukrotnie reprezentowała Rosję w Konkursie Piosenki Eurowizji dla Dzieci: w 2009 z utworem „Maleńkij princ” zajęła drugie miejsce, a dwa lata później – czwarte miejsce z utworem „Romeo i Dżuljetta”. W 2011 wystąpiła ponownie, mimo iż przepisy zabraniały brania udziału w Eurowizji dla Dzieci osobom, które startowały w jednej z poprzednich edycji tego konkursu, dzięki czemu stała się pierwszą osobą, która dwukrotnie wystąpiła w konkursie. W grudniu tego samego roku premierowo odegrała Czerwonego Kapturka, główną bohaterkę musicalu Aleksandry Pachmutowej Wołszebnyj Nowyj God.
W 2012 wzięła udział z utworem „Chemistry” w krajowych selekcjach do 10. Konkursu Piosenki Eurowizji dla Dzieci. Na początku 2013 wystąpiła jako ekspert w programie Super-Dieti.